# Миссия акулы
«Миссия акулы» (англ. Mission of the Shark: The Saga of the U.S.S. Indianapolis) — художественный фильм о гибели американского тяжёлого крейсера «Индианаполис» и борьбе за выживание экипажа корабля.

## Сюжет
Когда совершенно секретная военно-морская операция приводит к торпедированию тяжёлого военного крейсера «Индианаполис» в конце Второй мировой войны, это становится самым скандальным судебным разбирательством военного трибунала в военной истории. Пять дней уцелевшие члены экипажа оставались в кишащих акулами водах и лишь половина из них остались в живых и были спасены. Их глубоко уважаемый капитан принял обязательство хранить скандальные подробности, но судивший его воинский трибунал был лишь показным правосудием, не искавшим справедливость и целесообразность, а демонстрировавшим военное судопроизводство.

## В ролях
- Стейси Кич — капитан Маквэй
- Ричард Томас — лейтенант Стивен Скотт
- Стив Лэндсберг — Липскомб
- Дон Хэрви — Киндерман
- Robert Cicchini — Д’Анджело
- Дэвид Карузо — Уилкис
- Боб Гантон — капеллан
- Кэри-Хироюки Тагава — Хасимото
- Джефри Нордлинг — Таскер
- Tim Guinee — Добсон
- Neil Giuntoli — Гольдштейн
- Гордон Клэпп — Элиас
- Джо Кэрберри — Спилнер
- Dale Dye — майор Грин
- Eddie Frias — Кортес
- Кэрри Снодгресс — Луиза Маквей
- Эндрю Прайн — Хеншоу
- Уильям Джордан — Хэтуэй
- Джон Хиллнер — Олинский
- Stacy Keach Sr. — Чарльз Маквей
- Vaughn Armstrong — Робинсон
- Scott Kraft — Прайс
- Jerry Tondo — Аиоки
- Michael Champlin — Шварц
- Стивен Энтони — Коппола
- Marc Macaulay — коротышка
- Joey Boersma — Нарс Дэниэлсон